# Kościół św. Kazimierza w Rybnej
Kościół pw. św. Kazimierza w Rybnej – zabytkowy kościół katolicki, znajdujący się w Rybnej, w gminie Czernichów, w powiecie krakowskim.
Obiekt wraz z ogrodzeniem, 4 kaplicami oraz starodrzewem, został wpisany do rejestru zabytków nieruchomych województwa małopolskiego.

## Historia
Pierwsze wzmianki o drewnianym kościele pw. św. Mikołaja pochodzą z 1325 roku. Parafia pw. Najświętszej Marii Panny erygowana w 1440 roku. Obecny, murowany kościół pw. św. Kazimierza zbudowany w latach 1821–1832, konsekrowany w 1832 przez biskupa Karola Skórkowskiego. 

## Architektura
Budynek wzniesiony na planie krzyża w tzw. stylu józefińskim, z jedną wieżą, orientowany, jednonawowy. Prezbiterium zamknięte półkolistą apsydą. 

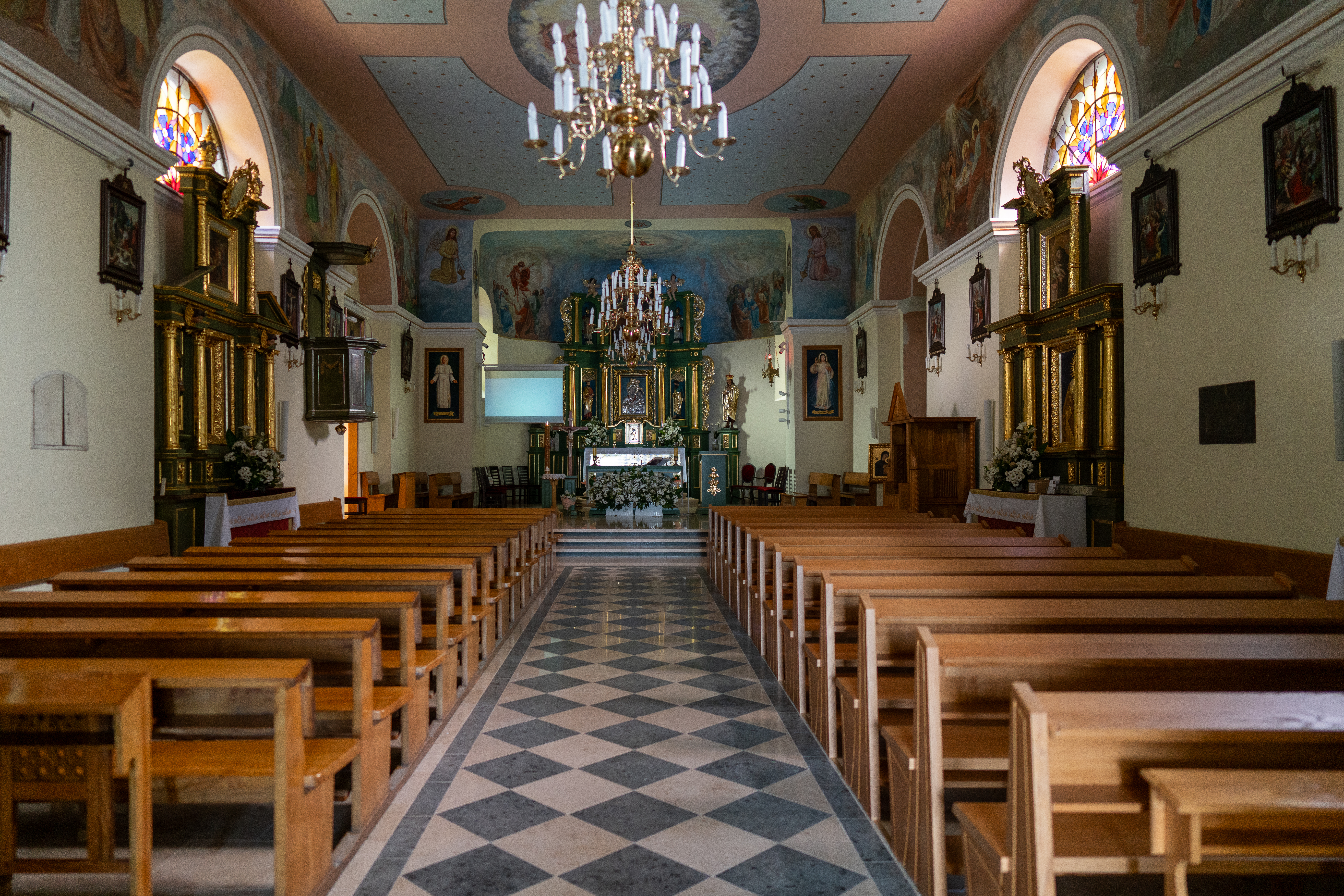
Wnętrze świątyni

### Wyposażenie
- gotycka, drewniana prawdopodobnie z połowy XIV w. rzeźba przedstawiająca św. Mikołaja;
- mosiężna misa (uznawana za chrzcielną) ozdobiona tłoczonym reliefem z postaciami Adama i Ewy, wykonana w Norymberdze w XV–XVI wieku;
- barokowy obraz Matki Boskiej w typie Hodegetrii przyozdobionej sukienką;
- malowana na blasze Droga Krzyżowa;
- obrazy św. Anny i św. Kazimierza w stroju polskim, autorstwa Michała Stachowicza[5].